# Ana Savojska (Bizant)
Ana Savojska (1306. – 1365.) bila je bizantska carica, a rođena je kao Ivana.
Bila je kći Amadea V. Savojskog i njegove druge žene, Marije Brabantske te tako unuka Margarete Flandrijske i polusestra Edvarda. Anina je nećakinja bila Ivana Savojska.
Ivana se udala u listopadu 1326. za bizantskog cara Andronika III. Paleologa. Uzela je ime Ana i postala pravoslavka, premda je prije bila katolkinja.
Ana je mužu rodila Mariju Irenu, koja je bila žena Mihaela Asena IV. Bugarskog. Rodila je i Ivana V. Paleologa te Mihaela Paleologa, koji je bio despot, te kćer Irenu Mariju, ženu Franje I. od Lezba.
Nakon muževljeve je smrti Ana bila regent za sina Ivana.
1351. Ana je otišla u Solun, gdje je postavila dvor, kao što je to prije učinila Irena od Montferrata. Postala je redovnica Anastazija te je umrla 1365.